# Premjer-Liga 1923 (vrouwenbasketbal)
Premjer-Liga 1923 was de 1e editie van het beste Sovjet- basketbalkampioenschap voor vrouwen. De eindoverwinning ging naar Team Petrograd. Het eerste USSR Damesbasketbalkampioenschap werd van 12 tot 15 september 1923 in Moskou gehouden op de OPPV- locatie. Het vond plaats als onderdeel van de evenementen van het eerste festival van fysieke cultuur voor de hele Unie, gelijktijdig met het toernooi van de mannen.
Zes stadsteams deden mee aan de competitie: Moskou, Petrograd, Kaloega, Vjatka, Kolomna, Bogorodsk (een team uit het fabrieksdorp Bogorodsko-Gloechovskaja-fabriek). Kaloega en Kolomna kwamen vanwege financiële problemen niet opdagen voor de wedstrijden. Er werden 3 wedstrijden gespeeld: halve finales en finale.

## Wedstrijdstatistieken

### Finale
|  | Halve finale | Halve finale   | Halve finale   |    |                | Finale         | Finale | Finale |
|  |              |                |                |    |                |                |        |        |
|  |              | Team Bogorodsk | 13             |    |                |                |        |        |
|  | Brons        | Team Moskou    | 12             |    |                |                |        |        |
|  | Brons        | Team Moskou    | 12             |    | Zilver         | Team Bogorodsk | 18     |        |
|  |              |                |                |    | Zilver         | Team Bogorodsk | 18     |        |
|  |              | Goud           | Team Petrograd | 20 |                |                |        |        |
|  |              | Goud           | Team Petrograd | 20 | Team Petrograd | 12             |        |        |
|  |              |                |                |    | Team Petrograd | 12             |        |        |
|  |              | Team Vjatka    | 6              |    |                |                |        |        |

|  | Kampioen   |
|  | Degradatie |
|  | Promotie   |